# Luigi Capuana
Luigi Capuana (28. květen 1839, Mineo, Catania, Království obojí Sicílie – 29. listopad 1915, Catania, Italské království) byl italský spisovatel básník a novinář, který pocházel z provincie Catanie na Sicílii. Psal italsky a sicilsky. Byl předním spisovatelem a teoretikem verismu spolu s Giovanni Vergou.

## Život
Narodil se v zámožné rodině Paola Capuana (1807) a Dorotei Ragusa. Měl dvě sestry: Azzurinu Mazzone a Laurettu Tamburino (1856–1936). Měl dvě manželky: Adelaide Bernardini (1872–1944) a Giuseppinu Sansone.
V roce 1851 začal studovat na královské koleji v Bronte, ale po dvou letech studium ze zdravotních důvodů přerušil. Dále se vzdělával soukromě. V roce 1857 se zapsal na právnickou fakultu v Catanii. V roce 1860 studia zanechal a připojil se ke Garibaldiho hnutí Risorgimento.
V roce 1864 se usadil ve Florencii a zahájil své „literární dobrodružství“. Setkal se zde s předními italskými autory, začal psát kritiky pro časopis Rivista italica a divadelní kritiky pro La Nazione. Tyto kritiky vyšly souborně v knize Teatro italiano contemporaneo. V roce 1867 zde otiskl svou první povídku Il dottor Cymbalus.
V roce 1868 se vrátil na Sicílii. Původně plánoval jen krátký pobyt, ale smrt otce a ekonomické těžkosti jej donutili zůstat. Pracoval jako školní inspektor a později se stal starostou města Mineo.
V roce 1875 odešel zpět na kontinent, nejprve do Říma, později do Milána, kde žil v letech 1877–1881. Zde se seznámil se členy skupiny La Scapigliatura (spisovateli, malíři, hudebníky). Psal literární a divadelní kritiky pro noviny Corriere della Sera. Od roku 1880 psal svůj román Il marchese di Roccaverdina (vyšel 1901). Působil střídavě v Římě a na Sicílii. V letech 1882–1883 řídil v Římě časopis Fanfulla della Domenica, 1900–1901 učil italskou literaturu na učitelském ústavu v Římě. V roce 1902 odešel do Catanie, kde učil na místní universitě lexikografi a stylistiku.

## Dílo
Vedle románů, povídek, kritik a esejů je rovněž autorem libreta k opeře Francesca Paola Frontiniho: Malìa, která měla premiéru 30. května 1893 v Teatro Brunetti v Bologni.

### Spisy
- Garibaldi (1861, Garibaldi) – drama ve verších
- Il dottor Cymbalus (1867, Doktor Cymbalus) – povídka
- Teatro italiano contemporaneo (1872, Současné italské divadlo) – souborné vydání divadelních kritik pro La Nazione
- Giacinta (1879) – naturalistický román, je považován za manifest italského verismu
- C’era una volta (1882, Byl jednou jeden…) – sicilské pohádky
- Homo!  (1883) – povídky
- Per l´arte (1885, Za umění) – kritické eseje
- Semiritmi (1888, Polorytmy) – básně v próze
- Profumo (1892, Vůně) – román
- Le appassionate (1893, Chorobná láska) – kniha povídek
- Le paesane (1894, Vesničanky)
- Gli 'ismi' contemporanei (1898, Současné „ismy“) – uměnovědné eseje, kde se snaží překročit meze naturalismu
- Il marchese di Roccaverdina (1901, Markýz z Roccaverdiny) – román
- La Rassegnazione (1907, Rezignace) – román
- Coscienze (1908, Svědomí) – povídky
- Passa l’Amore (1908) – novela
- Teatro dialettale siciliano (1910–1921, Divadlo v sicilských nářečích) – 5. svazků
- Perdutamoete (1912)

### České překlady
- Bratr Mravenec a jiné povídky – překlad Gustav Žďárský, Praha: Alois Hynek, 1912[1]
- Markýz Roccaverdina – př. Jean Rowalski, Hradec Králové: Bohdan Melichar, 1912[2]
- Slečinka – př. Hanuš Hackenschmied; in: 1000 nejkrásnějších novel... č. 19. Praha: J. R. Vilímek, 1912
- Muka a jiné povídky – př. Adolf Muťovský (= Adolf Truksa), KDA, svazek 154, Praha: Kamilla Neumannová, 1918[3]
- Chorobná láska: povídky – př. Václav Jiřina, Praha: Jan Otto, 1921

#### Pro děti
- Byl jednou jeden – třináct pohádek; př. Eva Ruxová; ilustroval Vlastimil Lažanský. Praha: SNDK, 1959
- O Žabáčkovi – [+ Sluneční růže a Tralala]; př.  Eva Ruxová; ilustrovala Ema Tomanová. Praha: Lidové nakladatelství, 1969

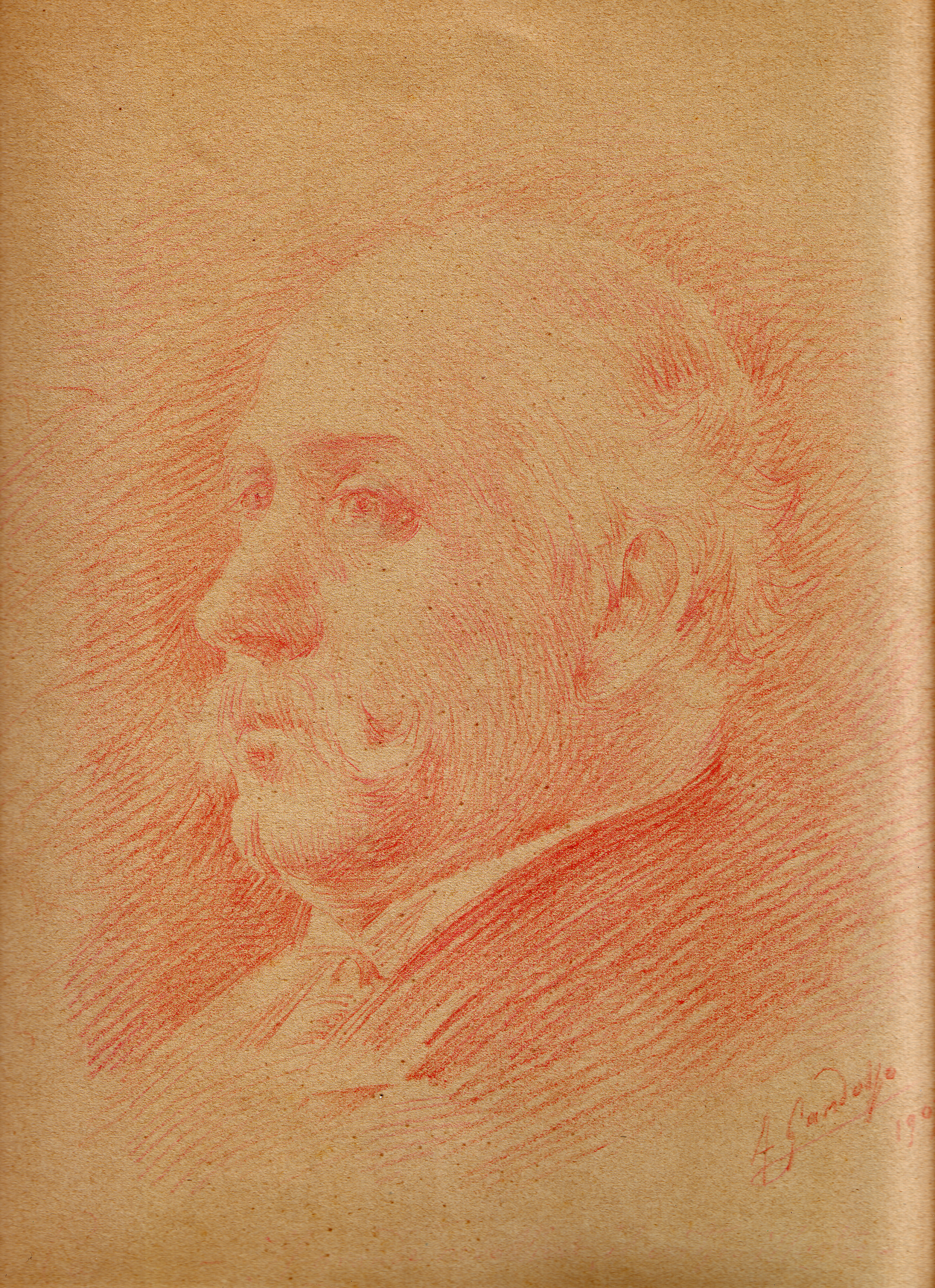
Luigi Capuana kresba Antonino Gandolfo
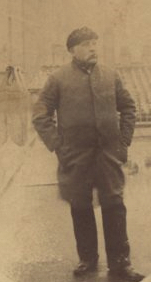
Luigi Capuana v Miláně fotografie ze sbírky Francesca Paola Frontiniho
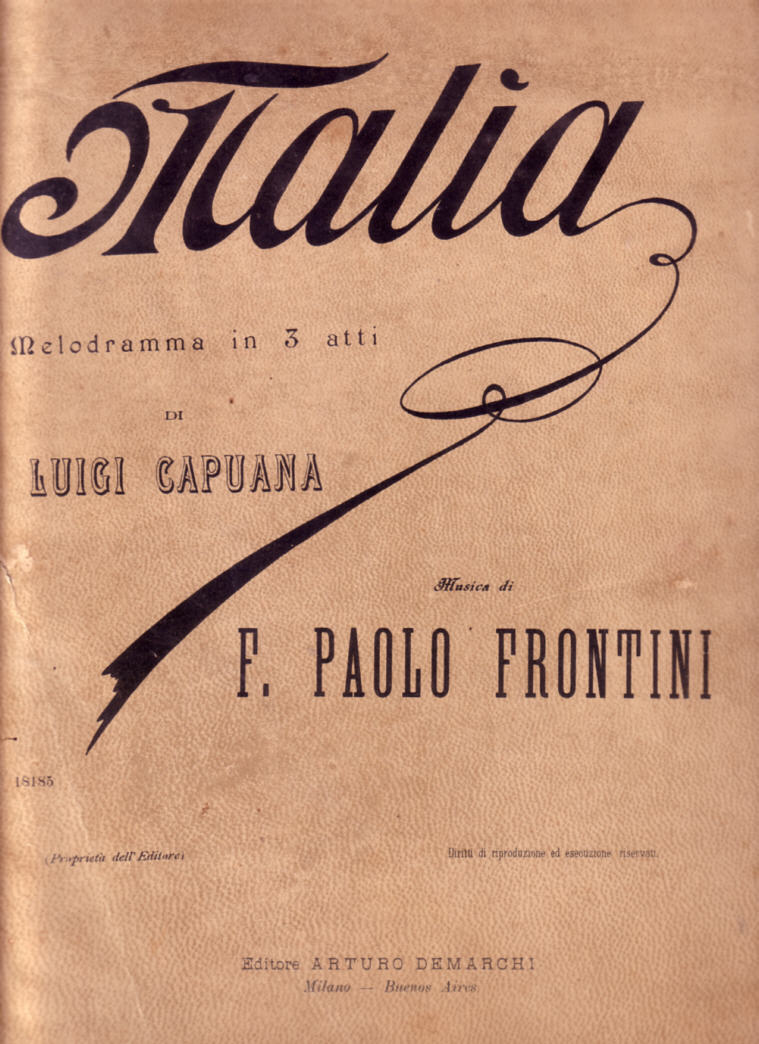
Titulní strana partitury opery Malìa